# Porto Esperidião
Porto Esperidião este un oraș în Mato Grosso (MT), Brazilia.